# Grey's Anatomy (2.ª temporada)
A segunda temporada do drama médico americano Grey's Anatomy, começou a ser exibida nos Estados Unidos na American Broadcasting Company (ABC) em 25 de setembro de 2005, e terminou em 15 de maio de 2006. A temporada foi produzida pela Touchstone Television, em associação com a produtora Shondaland e The Mark Gordon Company, sendo Shonda Rhimes a showrunner do programa. Ellen Pompeo, Sandra Oh, Katherine Heigl, Justin Chambers e T.R. Knight reprisaram seus papéis como os internos de cirurgia Meredith Grey, Cristina Yang, Izzie Stevens, Alex Karev e George O'Malley, respectivamente. Os membros principais do elenco anterior, Chandra Wilson, James Pickens, Jr., Isaiah Washington e Patrick Dempsey também retornaram, enquanto Kate Walsh, que começou a temporada como uma recorrente, foi promovida a regular, após aparecer em sete episódios como convidada.
A temporada continuou focada na residência cirúrgica de cinco jovens internos, na tentativa de equilibrar os desafios de suas carreiras competitivas com as dificuldades que determinam suas vidas pessoais. Foi ambientado no fictício Seattle Grace Hospital, localizado na cidade de Seattle, em Washington. Enquanto a primeira temporada enfatiza principalmente o impacto inesperado do campo cirúrgico sobre os personagens principais, a segunda temporada fornece uma perspectiva detalhada do desenvolvimento pessoal de cada personagem, focalizando as consequências que suas decisões têm sobre suas carreiras. Ao longo da temporada, novas linhas narrativas foram introduzidas, incluindo o triângulo amoroso entre Meredith Grey, Derek Shepherd e Addison Montgomery, o principal arco da temporada. Também muito desenvolvida foi a linha de história envolvendo o relacionamento de Izzie Stevens com o paciente Denny Duquette, que resultou em aclamação da crítica e resposta positiva dos fãs.
A temporada manteve o seu tempo de transmissão original da temporada anterior, assumindo o horário de Boston Legal aos domingos às 22:00, enquanto ia ao ar logo após a série já bem sucedida da ABC, Desperate Housewives. Contém 27 episódios, considerando que os cinco primeiros foram originalmente gravados para a primeira temporada. Além dos episódios regulares, dois clipes recapitularam eventos anteriores da série, ambos narrados pelo ator Steven W. Bailey em seu papel recém introduzido como o barman Joe. "Straight to Heart" foi ao ar uma semana antes do hiatus, recapitulando os eventos mais memoráveis da primeira temporada e da primeira metade da segunda. "Under Pressure" foi ao ar antes do vigésimo terceiro episódio. O final da temporada foi concebido como um arco de três partes, o primeiro deste tipo na série, e foi programado para ir ao ar em duas noites consecutivas.
O programa terminou sua segunda temporada com 21,07 milhões de espectadores no total e uma participação de 6,9 no público-alvo de 18 a 49 anos. A temporada ganhou a aclamação da crítica, como a maioria concordando em uma melhoria significativa nas linhas da história. Na temporada, vários membros do elenco e da equipe receberam prêmios e indicações em cerimônias como a 58.ª edição dos Prêmios Emmy e o 64.º Globo de Ouro. Katherine Heigl e Chandra Wilson foram os membros do elenco com mais indicações por suas interpretações de Izzie Stevens e Miranda Bailey, respectivamente. A série foi escolhida entre as dez primeiras para várias listas de "melhores da televisão" de 2006, incluindo o USA Today, o San Jose Mercury News, TV Guide e o Orlando Sentinel.

## Produção

### Equipe
A temporada foi produzida pela Touchstone Television, atualmente ABC Studios, The Mark Gordon Company, a produtora ShondaLand, e foi distribuída pela Buena Vista International, Inc. Shonda Rhimes retornou como a showrunner e produtora executiva da série. Ela também continuou sua posição desde as duas primeiras temporadas como um dos membros mais proeminentes da equipe de roteiristas. Betsy Beers, Mark Gordon, Mark Wilding e Rob Corn retornaram como produtores executivos, juntamente com James D. Parriott, Peter Horton e Krista Vernoff, que estão nessa posição desde o início da série. Parriott, que também serviu como roteirista, deixou a série no final da temporada. Joan Rater e Tony Phelan continuaram como coprodutores executivos, sendo Rater também um produtor supervisor. Stacy McKee, que seria promovido a coprodutora executiva para a terceira temporada, retornou à série como produtora e membro da equipe de roteiristas. Tendo escrito três episódios para a primeira temporada, Rhimes retornou como escritora por cinco episódios. Parriott, Vernoff, Phelan, Rater, Wilding e Mimi Schmir foram os membros mais proeminentes da equipe de roteiristas, com Parriott, Phelan, Rater, Wilding, Clack escrevendo dois episódios e Schmir produzindo o roteiro para três. Gabrielle Stanton e Harry Werksman, Jr. trabalharam juntos escrevendo dois episódios, depois de terem escrito um episódio para a série no passado.

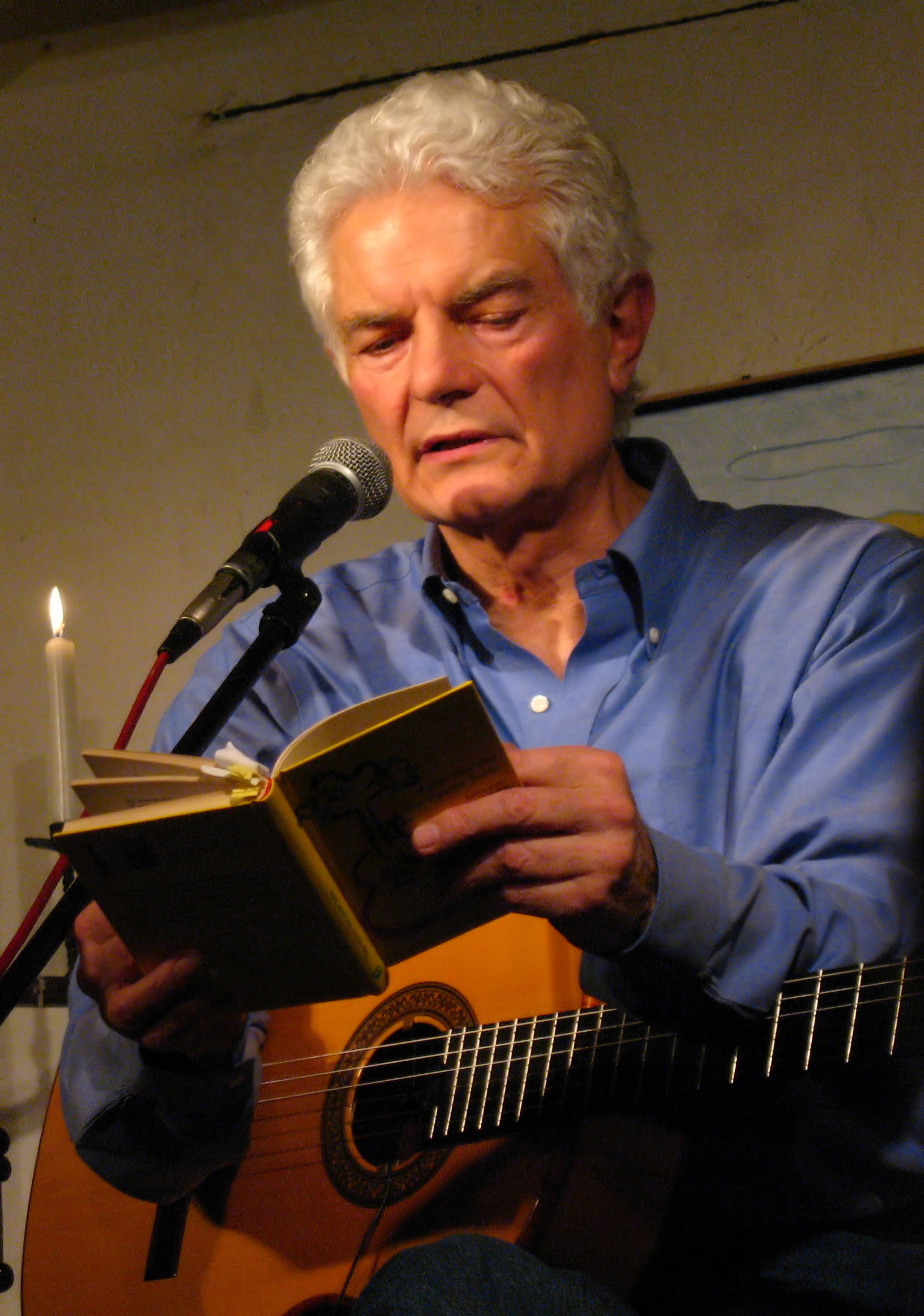
Peter Horton serviu como um dos produtores executivos e também dirigiu cinco episódios.

A temporada inclui o primeiro episódio a ser escrito por Zoanne Clack, que se tornaria uma das principais roteiristas da série, além de coprodutora e editora executiva de histórias. Outros escritores incluem Kip Koenig, Blythe Robe e Elizabeth Klaviter. O produtor executivo Peter Horton retornou à série para dirigir cinco episódios na temporada, depois de escrever dois episódios na segunda temporada. Rob Corn dirigiu dois episódios, enquanto Adam Davidson é creditado por escrever três episódios, seus últimos na série. Entre os outros diretores estão Wendey Stanzler, Mark Tinker, Jeff Melman, Jessica Yu, Lesli Linka Glatter, Michael Dinner, Dan Minahan, David Paymer, Julie Anne Robinson, Tricia Brock e Seith Mann. Danny Lux continuou sua posição como o principal compositor musical da série, enquanto Herbert Davis, Tim Suhrstedt e Adam Kane atuaram como diretores de cinematografia da temporada. Susan Vaill e Edward Ornelas retomaram suas posições como editores, acompanhados por Briana London, que deixou a série depois de nove episódios. Linda Lowy e John Brace, responsáveis pela escalação desde o início da série, retornaram como membros da equipe de elenco. Após a saída de Laurence Bennett, a equipe de design de produção foi assumida por Donald Lee Harris, com Amy B. Ancona e Brandee Dell'Aringa participando de dez episódios cada.
A equipe de decoração foi liderada por Karen Bruck, enquanto o departamento de figurino foi liderado por Linda M. Bass, que deixaria o programa no final da temporada, após ela ter sido substituída por Mimi Melgaard. O departamento de maquiagem foi liderado pelo chefe Norman T. Leavitt, junto com a maquiadora assistente Brigitte Bugayong. A equipe especial de efeitos de maquiagem consistia de Thomas R. Burman, Bari Dreiband-Burman e Bart Mixon. Arleen Chavez foi o principal cabeleireiro da segunda temporada. Outros maquiadores que contribuíram na terceira temporada foram Vincent Van Dyke, Allan Holt e Christopher Payne. Os gerentes de produção da série foram Caragar Corwin e Joy Ramos, que saíram da série no final da temporada, sendo substituídos por Jeff Rafner, pelo gerente de produção Chad Alber e pelo executivo de produção Tim Herbstrith. Os segundos diretores assistentes desde o início da série, Laura Petticord, Shawn Hanley e Chris Hayden retornaram à série para a segunda temporada. O departamento de arte consistia do chefe de construção Bob Huffman, os cenógrafos Stacy Doran e Bruce Purcell, o chefe Joseph W. Grafmuller, a dona da propriedade Angela M. Whiting, a chefe de obra Verne Hammond, a coordenadora do departamento de arte Angela Trujillo, a coordenadora de construção Curt Jones, a designer Yvonne Garnier-Hackl, o supervisor de palco Tom Talley e o chefe de pintura Alex Thompson. Juntando-se ao departamento de arte, estavam a pintora Shelley Adajian e os mestres assistentes da propriedade Andrew Allen-King e Jeanne Bueche. No entanto, as três novas adições deixaram a série após a produção do final da temporada, sendo temporariamente substituídas por Nicole Dome e T. Scott Elliott, que se juntaram à equipe por dois episódios. O editor de som Anthony Toretto, o artista de foley Mark McBryde, a mixer de foley Stacey Michaels, o produtor de som Brydon Baker III, o artista de foley Noel Vought, o operador de som Kevin Maloney e os mixers de regravação Todd Langer, Don Digirolamo, Pete Elia e Kurt Kassulke formam os membros originais do departamento de som, todos voltaram para a segunda temporada. A produtora de som Veda Campbell também retornou, mas partiu depois de quatro episódios na temporada, enquanto o assistente de mixagem de som Douglas J. Schulman foi adicionado à equipe nos dez primeiros episódios da temporada. Juntando-se a equipe de produção na equipe de som estavam o operador de som Kevin Maloney, o mixador de som Cameron Hamza, Robert Marts e Mick Davies, com Marts e Davies deixando o programa depois de dois episódios. A equipe de efeitos especiais, liderada pelo coordenador Jason Gustafson, era composta pelo maquiador Anthony Julio, que fazia parte da equipe de produção desde o início da série, e pelo chefe de efeitos especiais Ken Rudell. Parte da equipe de efeitos visuais foi o artista gráfico Richard More, o supervisor de efeitos visuais Rick Cortes e a artista Kristin Johnson. Enquanto Cortes e Johnson se juntaram à equipe perto do final da temporada, também foi o único membro da equipe de efeitos visuais que esteve na equipe desde o início da série.

### Roteiro e filmagens
"O estranho sobre trabalhar na televisão é que você só vê as pessoas com as quais você está em cena. Não é como se você estivesse correndo pelo set juntos. Então, se vocês vão sair juntos, você meio que tem que fazer um esforço. E eu acho que as pessoas têm famílias, as pessoas têm vidas."

– Sara Ramirez nos seus primeiros dias em Grey's Anatomy
A temporada foi filmada principalmente em Los Angeles, na Califórnia. O Fisher Plaza, que é o edifício sede da empresa de mídia Fisher Communications e as estações de rádio e televisão Komo, afiliadas à rede ABC, de Seattle, é usado para algumas fotos externas do Hospital Seattle Grace Mercy West, como ambulâncias aéreas no heliponto da Komo Television. Isso coloca o Seattle Grace convenientemente perto do Space Needle, que fica bem em frente ao Fisher Plaza, ao Monotrilho de Seattle e a outros marcos locais. No entanto, o hospital usado para a maioria das outras cenas externas e de interiores não está em Seattle, são filmadas no Centro de Assistência Ambulatorial VA Sepulveda em North Hills, Califórnia. A maioria das cenas é gravada principalmente em Los Feliz, em Los Angeles, no Prospect Studios, e o set ocupa duas etapas, incluindo as peças do hospital, mas algumas cenas externas são gravadas no Parque Warren G. Magnuson, em Seattle. Vários adereços utilizados são suprimentos médicos genuínos, incluindo a máquina de ressonância magnética. Antes de ser escalada, Sara Ramirez foi vista pelos executivos da ABC, em sua performance em Spamalot na Broadway, que atraiu sua atenção. Devido à sua admiração, a rede ofereceu a Ramirez um papel em qualquer série de televisão da ABC, de sua escolha, o que levou, em última instância, a escolher Grey's Anatomy. Ramirez explicou ainda que, em sua audição inicial, os produtores gostaram dela e tinham a intenção de adicioná-la ao programa, mas não sabiam a quem ela interpretaria. Ela também disse que estava impressionada com a forma como os executivos disseram: "Escolha um programa, qualquer programa", uma declaração que ela considerava rara. A personagem de Ramirez recebeu status recorrente na segunda temporada, tendo sido concebido como um interesse amoroso por George O'Malley. Na aparição inicial de Torres, ela não gostava de fãs, devido a ela ficar no caminho do relacionamento de O'Malley e Grey. Quando perguntado sobre isso, Ramirez disse: "Você se depara com um monte de pessoas que são extremamente investidas nesse enredo. Obviamente, eu ouvi algumas coisas negativas." Discutindo o relacionamento de Izzie Stevens com Alex Karev, Katherine Heigl descreveu sua personagem como ingênua o suficiente para acreditar que ela poderia salvá-lo, avaliando que: "Mesmo quando Alex era um saco completo para ela, ela o perdoou e lhe deu outra chance. E ele realmente a atrapalhou." A roteirista Stacy McKee descreveu Izzie passando de Alex para o paciente Denny Duquette como "karma", já que Alex já tratou Izzie mal, mas quando ele começa a perceber seus verdadeiros sentimentos, ele é forçado a vê-la embarcar em um romance com Denny, considerado por ela como "inegavelmente bonito e totalmente encantador". A roteirista da série Blythe Robe comentou sobre Izzie e Denny: "Eu amo o jeito que Izzie se ilumina quando ela está perto dele. Eu amo o relacionamento deles porque é tão puro, honesto e completamente livre de jogos". A roteirista Elizabeth Klaviter observou neste momento Izzie "parece estar sacrificando sua reputação por causa de seus sentimentos por Denny". Quando Izzie deliberadamente piorou a condição de Denny para levá-lo à lista de transplantes, o roteirista Mark Wilding questionou a moralidade das ações, perguntando: "A Izzie é má por fazer isso? Ela é tremendamente irresponsável? Ela cortou o fio por amor, então sua ação é compreensível?" A criadora da série, Shonda Rhimes, discutiu escolhas de figurantes na cena em que os internos se reuniram em volta do leito de morte de Denny, explicando: "Meredith e George e Cristina e Callie e Alex estão todos vestidos, não para um baile de formatura, mas para um funeral. Todo mundo se vestiu sombriamente. Como se eles estivessem de luto. Só Izzie está feliz. Só Izzie parece que ela não sabia que isso estava por vir.
Peter Horton, expressou que seu plano de desenvolver a personagem de Chandra Wilson, Miranda Bailey, deveria focar nas semelhanças entre ela e a atriz, observando que "não há um osso médio em seu corpo, mas ela é sólida e firme, como uma rocha." A própria Wilson notou uma evolução significativa na personalidade de sua personagem, observando uma transição da atitude fria que era característica para ela no passado, para uma perspectiva materna em seus internos. Ela também observou uma série de semelhanças entre ela e sua personagem, descrevendo como Miranda Bailey considera um alter ego dela, ao invés de alguém que vive dentro dela. Wilson também avaliou que ser um ser humano na vida real é o que faz de Bailey uma personagem apreciada: "Ela chega a ser imperfeita, ela fica cansada, pode ser mal-humorada, pode ser mal-humorada." A showrunner Shonda Rhimes explicou que a ideia de Miranda Bailey ter um filho foi desenvolvida depois que Chandra Wilson já estava grávida há seis meses. Kate Walsh, membro do elenco, considerou a interpretação de Wilson "doce e maravilhosa", nomeando-a como profissional: "Ela faz você ser melhor, apenas por estar lá." Ela também descreveu seu desempenho durante o trabalho de sua personagem como "de partir o coração, terno, poderoso e maravilhoso", observando como ela conseguiu transformar uma personagem forte em "uma mulher fraca, lutando para combater a situação incomum". O membro do elenco James Pickens, Jr. descreveu a interpretação como "uma lufada de ar fresco, literal e figurativamente", também notando como a força que ela entrega se deve principalmente ao início de sua carreira no teatro. Horton também descreveu o processo de produção do arco da história de duas partes, que ele afirmou ter planejado desde o início da série. Ele afirmou que o enredo dos episódios teve que "preencher as demandas do Super Bowl", que estava programado para ir ao ar na mesma noite: "Nós realmente queríamos algo diferente e Shonda [Rhimes] veio com a ideia desta bomba, que achamos simplesmente excelente!" O supervisor de efeitos visuais Scott Milnex observou como "quebrar as storyboards foi realmente a chave para conseguir que todos os departamentos trabalhassem juntos". Ele também avaliou que a necessidade de usar o Primacord, um elemento que eles estavam tentando evitar, para a cena da explosão se mostrou excessivamente perigosa, e foi finalmente substituída por madeira e material de vestuário. Ele descreveu o processo de filmagem enfatizando a transição do manequim para o ator real: "Quando filmamos, houve um momento, uma fração de segundo, quando mudamos o objeto com o ator".

## Elenco e personagens

Elenco principal da segunda temporada

| - Ellen Pompeo como a Dra. Meredith Grey - Sandra Oh como a Dra. Cristina Yang - Katherine Heigl como a Dra. Izzie Stevens - Justin Chambers como o Dr. Alex Karev - T.R. Knight como o Dr. George O'Malley - Chandra Wilson como a Dra. Miranda Bailey - James Pickens Jr. como o Dr. Richard Webber - Isaiah Washington como o Dr. Preston Burke - Patrick Dempsey como o Dr. Derek Shepherd - Kate Walsh como a Dra. Addison Montgomery-Shepherd | - Steven W. Bailey como Joe - Loretta Devine como Adele Webber - Sarah Utterback como Olivia Harper - Anjul Nigam como Dr. Raj Sen - Kate Burton como Ellis Grey - Robin Pearson Rose como Patricia Murphy - Jeffrey Dean Morgan como Denny Duquette, Jr. - Cress Williams como Tucker Jones - Sara Ramírez como Dra. Callie Torres - Brooke Smith como Dra. Erica Hahn - Brian Kerwin como Holden McKee - Christina Ricci como Hannah Davies - Chris O'Donnell como Dr. Finn Dandridge | - Sydney Tamiia Poitier como Deborah Fleiss - Laurie Metcalf como Beatrice Carver - Tsai Chin como Helen Rubenstein - Monica Keena como Bonnie Crasnoff - Greg Pitts como Jerry O'Malley - Tim Griffin como Ronny O'Malley - George Dzundza como Harold O'Malley - Curtis Armstrong como Robert Martin - Margaret Welsh como Dorie Russell - Pat Healy como Tom Russell - Kali Rocha como Dra. Sydney Heron - Kyle Chandler como Dylan Young - Jillian Armenante como Mindy Carlson - Eric Dane como Dr. Mark Sloan - Jeff Perry como Thatcher Grey - Mary Kay Place como Olive Warner - Mandy Siegfried como Molly Thompson - Mare Winningham como Susan Grey - Tessa Thompson como Camille Travis - Hallee Hirsh como Claire - Tiffany Hines como Natalie |

Nota de elenco

### Casting

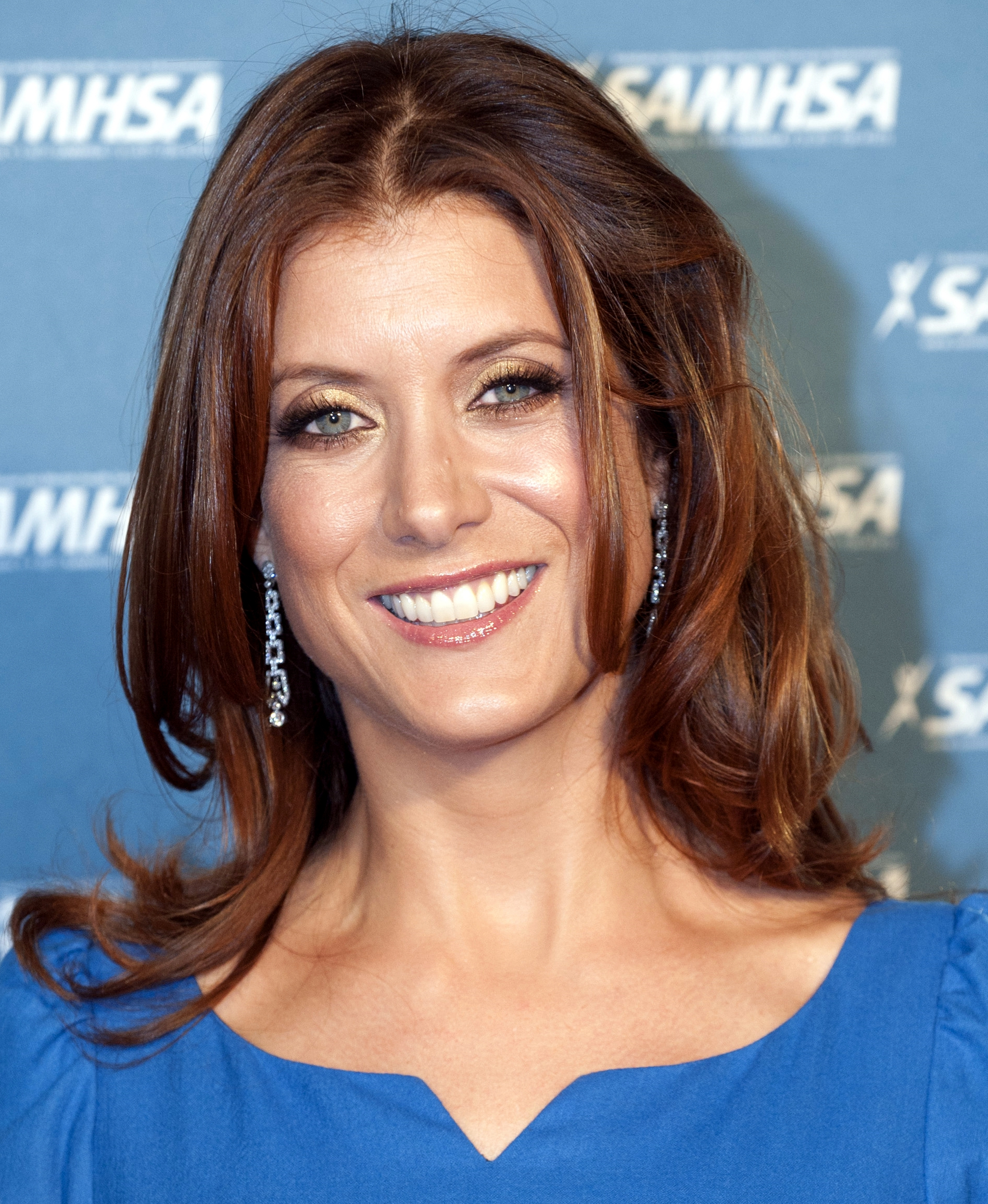
Walsh se tornou parte do elenco regular no sétimo episódio da temporada, depois de aparições anteriores como convidada.

A segunda temporada teve dez papéis que receberam o título de principais, dos quais nove estavam retornando da primeira temporada. Todos os atores que aparecem como elenco regular da série retratam médicos do hospital fictício Seattle Grace, especializado em cirurgia. Ellen Pompeo atuou como Meredith Grey, a protagonista e narradora da série, uma interna cirúrgica que se esforça para equilibrar as dificuldades da carreira competitiva que escolheu, com seu passado conturbado. Sandra Oh interpretou a interna altamente competitiva Cristina Yang, que sofre um aborto assim que ela começa a aceitar sua futura maternidade. Katherine Heigl fez o papel da interna Izzie Stevens, em uma luta contínua para ser encarada como médica, não como o modelo que costumava ser. Justin Chambers atuou como Alex Karev, que começa a desenvolver um lado emocional de sua personalidade, depois de ser apresentado como arrogante e egoísta. T.R. Knight fez o papel do interno George O'Malley, cuja insegurança e falta de autoconfiança evoluem devido a seus sentimentos não compartilhados por Meredith Grey. Chandra Wilson retratou a residente cirúrgica e brilhante cirurgiã geral Miranda Bailey, a mentora dos cinco internos, cuja grosseria e atitude fria lhe dão o apelido de "nazista". James Pickens, Jr. interpretou Richard Webber, chefe de cirurgia do Seattle Grace Hospital, cuja relação com a mãe de Meredith Grey, ocorrida 21 anos atrás, ameaça arruinar seu casamento. Isaiah Washington desempenhou o papel de médico assistente e cirurgião cardiotorácico Preston Burke, que descobre que Cristina, com quem teve uma relação sexual, está grávida de seu filho. Patrick Dempsey interpretou o neurocirurgião Derek Shepherd, cuja relação com a interna Meredith Grey tem sido o ponto focal da série desde a sua criação. Embora originalmente concebida como uma atriz convidada com um arco de cinco episódios, Kate Walsh decidiu estender seu contrato após avaliações positivas de críticos e fãs, resultando em sua promoção para o estado de regular. Sendo a primeira adição ao elenco original da primeira temporada, Walsh se tornou parte do elenco regular no sétimo episódio da temporada, retratando a ginecologista obstreta e cirurgiã neonatal de classe mundial Addison Montgomery Shepherd, que vem a Seattle buscando a reconciliação com seu marido afastado Derek Shepherd.
Numerosos personagens de apoio receberam aparições expansivas e recorrentes no enredo progressivo. Sara Ramirez apareceu em um arco de nove episódios na temporada, interpretando a cirurgiã ortopédica residente Callie Torres, apresentada e desenvolvida como um interesse amoroso pelo personagem George O'Malley. Steven W. Bailey é apresentado no papel recorrente de Joe, o barman, muitas vezes retratado como um confidente dos cirurgiões do hospital. Chris O'Donnell interpretou o médico veterinário Finn Dandridge, que se tornou um interesse amoroso por Meredith Grey. A renomada cirurgiã Ellis Grey, mãe de Meredith, que sofre do mal de Alzheimer, continua seu papel recorrente desde a primeira temporada, sendo retratado por Kate Burton. Brooke Smith interpretou Erica Hahn, cirurgiã cardiotorácica do Seattle Presbyterian Hospital, que se revelou rival de Preston Burke desde que frequentaram a faculdade de medicina. Jeffrey Dean Morgan aparece em seis episódios ao longo da temporada, retratando o paciente Denny Duquette, que inicia um relacionamento com Izzie Stevens, mas acaba morrendo após uma cirurgia de transplante cardíaco sem sucesso. Loretta Devine atuou como Adele Webber, a esposa de Richard, que se revela consciente do caso de seu marido desde a sua criação. Outras estrelas convidadas incluem Sarah Utterback no papel da enfermeira Olivia Harper, interesse amoroso de George O'Malley e Alex Karev, Kali Rocha retratando Sydney Heron, do quinto ano, que substitui Miranda Bailey temporariamente quando ela tira uma licença de maternidade, Jeff Perry retratando o pai de Meredith Grey, Thatcher Grey, Mare Winningham no papel de Susan Grey, Tsai Chin no papel de Helen Yang Rubenstein, a mãe de Cristina, Mandy Siegfried interpretando Molly Gray Thompson, a meia-irmã de Meredith e Tessa Thompson interpretando Camille Travis, sobrinha de Richard Webber, Christina Ricci retratando a paramédica Hannah Davies e Kyle Chandler no papel de Dylan Young, chefe do esquadrão antibombas. Eric Dane, que seria promovido para regular na terceira temporada, apareceu no décimo oitavo episódio, retratando médico assistente, otorrinolaringologista e cirurgião plástico Mark Sloan, ex-amante de Addison Montgomery, cujo caso com ela é apresentado como a razão por trás do distanciamento de seu marido, Derek Shepherd.

## Recepção

### Audiência
Os primeiros cinco episódios da temporada foram inicialmente planejados para estarem dentro da primeira temporada com o episódio "Bring the Pain" como o final da primeira temporada. De acordo com Rhimes, após o nono episódio, as audiências, o horário e o público realmente ótimo fizeram com que eles terminassem a temporada com aquele episódio, e o momento de suspense com a vinda da esposa de Derek se encaixou perfeitamente. A temporada recebeu críticas positivas, e esta temporada teve um desempenho melhor que a anterior. Devido ao sucesso da primeira temporada, Grey's Anatomy assumiu o horário de domingo à noite junto com Desperate Housewives, substituindo Boston Legal. A segunda temporada teve uma média de 21,07 milhões de telespectadores, tornando-se a temporada de maior audiência da série até hoje. Foi classificado como quinto na temporada de televisão de 2005 a 2006. A temporada também inclui o episódio mais assitido da série, "It's the End of the World", por 37,88 milhões de telespectadores.

### Análises da crítica

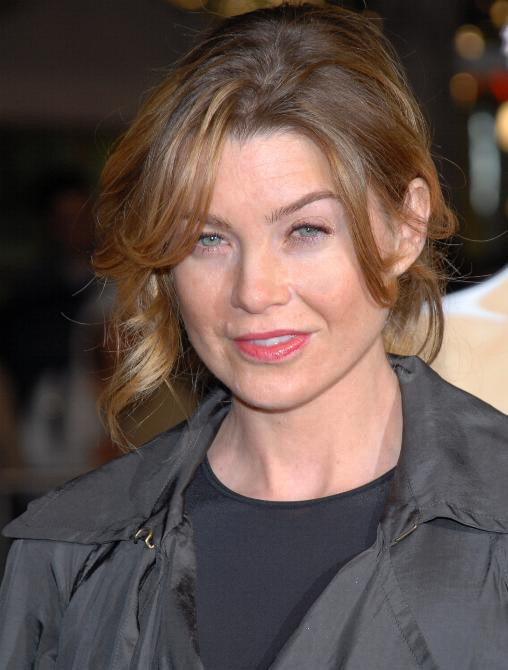
Ellen Pompeo foi indicada como Melhor Atriz no Globo de Ouro.

A temporada foi aclamada pela crítica, com muitos chamando-a de "um dos melhores programas", e foi incluída entre as dez primeiras em várias listas de "melhores da televisão" de 2006. A fama do programa disparou durante a temporada, que o The A.V. Club chamou o programa de "pokémon" e "um dos melhores programas de TV, queimando pontos críticos em um clipe furioso, desmaiando o romantismo, abraçando o tipo de romance profundamente sério e intenso que tornou os relacionamentos do programa tão bons. O discurso de Meredith "Me prefira, me escolhe, me ame" é brega, com certeza, mas tem um tremendo ritmo e absoluta convicção... a segunda temporada de Grey's foi um cometa." Todd Gilchrist, da IGN Entertainment, expressou esperança no desenvolvimento da série, observando os cenários complexos de cada personagem como sendo o ponto focal da série. Ele observou que o conjunto, composto de "inúmeras mulheres bonitas e machos fortes e competitivos o suficiente" permanece excelente no horário nobre, sendo icônico, devido às vastas interpretações sobre o elenco principal. Enquanto Gilchrist reconheceu que o programa dá a impressão de ser apenas para mulheres, ele afirmou que pode atestar seu apelo universal de oportunidade igual, avaliando que o programa "explora o mundo médico com um senso de intensidade de testosterona e sensibilidade estrogênica" e merecia ter espectadores de ambos os sexos, defendendo seus méritos. Em resposta à história da bomba, ele chamou os dois episódios de "suculentos", enquanto avaliava que "seguiam uma linha de história que não apenas explicava a série até aquele momento, mas apresentava todos os personagens mais ou menos puros." Gilchrist forneceu uma perspectiva sobre cada personagem, descrevendo Grey como uma "cirurgiã prodigiosamente talentosa mas insegura, assombrado por seu amor ao ver Derek Shepherd", afirmando que Yang, "uma interna agressivamente ambiciosa", carece de conhecimento sobre qualquer assunto, exceto medicina, comparando ela para o namorado Burke, descrito como seu oposto. Em resposta à linha de história de George O'Malley, ele observou como sua personalidade sensível constantemente resulta em dificuldades em seu caminho para se tornar um cirurgião adequado. Ele também expressou empolgação nas portas abertas pelo suspense da temporada anterior, vendo a chegada de Montgomery (Walsh) como "certamente falando com o foco da série em relacionamentos sobre as porcas e parafusos de ser um cirurgião", enquanto elogiava Rhimes por continuar "fundindo esses elementos díspares da maneira que faz, ou pelo menos deveria ser uma fonte de entusiasmo para homens e mulheres, criando uma atmosfera profissional e intimamente pessoal, muitas vezes ao mesmo tempo."

"No geral, o programa é fantástico. Na verdade, um dos melhores atualmente na televisão. Enquanto ainda não se sabe o que os criadores fazem com ele, agora que se tornou um programa de eventos definitivo, a temporada demonstra que Rhimes sabe o que fazer com as oportunidades que lhes são apresentadas. Mas isso deixa a questão mais ampla: você sabe o que fazer com as oportunidades que lhe são apresentadas? Porque, seja você homem ou mulher, esse é o tipo de entretenimento que a pequena tela devota e pessoas fartas de televisão precisam ver."

– Todd Gilchrist da IGN Entertainment
Notando o realismo no roteiro da série, Gilchrist afirmou: "É como se Rhimes e sua trupe usassem o sublime e o mundano de nossas experiências cotidianas, aquele estranho senso de drama que emerge até mesmo dos conflitos diários mais insignificantes, e é transportado em um mundo que é legitimamente repleto de decisões de vida e morte." No entanto, ele expressou decepção no final da segunda temporada, que ele considerou surpreendentemente menos forte, em comparação com a "primeira metade" e a primeira temporada "imaculada", descrevendo o relacionamento "desajeitado e autodestrutivo" de Stevens com um paciente como uma forma de "desacelerar episódios até um ponto insuportável com conversas dolorosas e subdesenvolvidas em direção ao melodrama", enquanto expressava a previsibilidade da morte de Duquette. Gilchrist afirmou em resposta ao desenvolvimento de Stevens na última parte da segunda temporada: "A descida de Izzie à histeria abjeta, que seguiu seu longo período de santidade a respeito de tudo, realmente me fez querer que algo terrível acontecesse com ela também." Ele descreveu como alguns episódios não estavam entre os mais fortes do programa, observando que algumas linhas de enredo criavam pungência e se conectavam de uma maneira não familiar.
As críticas resistiram ao teste do tempo e a temporada continua a ser uma enorme favorita dos críticos. A revista Entertainment Weekly, que analisou a décima temporada do programa, reconheceu que "a segunda temporada ainda é a melhor temporada da série até o momento". O site acrescentou: "Eu quero falar sobre o que a 10.ª temporada poderia aprender do que acredito ser a melhor temporada da série até hoje: a segunda temporada". chamando em todos os elementos da assinatura da série que ele fez o melhor com listar todos os melhores momentos da temporada, "o elevador", "a passarela", "bar do Joe", o discurso de Meredith e os "pacientes memoráveis" adicionando, "eu quero duas pessoas presas em um poste ("Into You Like a Train") ou duas melhores amigas tendo que dizer adeus, e eu quero que essas histórias tenham tempo suficiente para ressoar. Mais do que tudo, eu quero que eles afetem nossos médicos de maneiras dolorosas e bonitas."
Eyder Peralta, do Houston Chronicle, criticou a ética de Izzie em cortar o fio de Denny, escrevendo que ela "não deveria estar praticando medicina" e afirmando: "Essa é a razão pela qual eu não assisto mais Grey's Anatomy, porque a garota super gostosa loira pode tomar uma decisão fatal e esmagadora, e ela não fica enrascada." Em relação à segunda temporada, Kevin Carr, da 7M Pictures, disse que "Rhimes realmente colocou Scrubs, E.R., Sex and the City e até mesmo uma pitada de The Love Boat no liquidificador e derramou Grey's Anatomy." Também em relação à segunda temporada, Christopher Monfette da IGN TV disse: "[...] A segunda temporada deste drama médico habilmente desenhou seus elementos característicos de relacionamentos complexos, brincadeiras extravagantes e lições desafiadoras de vida – tudo para um fetiche de montagem, e trilha sonora indie-rock."

### Prêmios e indicações
Em 2006, a série ganhou o Globo de Ouro por "Melhor Série de Drama". Sandra Oh ganhou o Globo de Ouro de 2005 em "Melhor Atriz Coadjuvante" e o Screen Actors Guild Award de 2006 por "Melhor Atriz em Série Dramática" por sua interpretação de Cristina Yang na segunda temporada. Ellen Pompeo e Patrick Dempsey também foram indicados para Melhor Atriz em Série Dramática e Melhor Ator em Série Dramática, respectivamente, no 63.º Globo de Ouro. Em 2006, os diretores de elenco Linda Lowy e John Brace ganharam um Emmy do Primetime por "Melhor Elenco em Série Dramática". O elenco de Grey's Anatomy ganhou o de "Melhor Elenco" no Satellite Awards de 2006. No Screen Actors Guild Awards, o grupo foi indicado para "Melhor Elenco Série Dramática". Isaiah Washington foi premiado como "Melhor Ator em Série Dramática" no NAACP Image Awards de 2006. Krista Vernoff recebeu uma indicação ao Emmy por Melhor Roteiro de Série Dramática pelo sexto episódio da temporada. O décimo sexto e décimo sétimo episódios da temporada garantiram a escritora Shonda Rhimes uma indicação ao Emmy do Primetime de 2006 na categoria Melhor Roteiro para Série Dramática.

## Episódios
| N.º na série | N.º na temp. | Título                                          | Dirigido por        | Escrito por                                             | Exibição original       | Audiência (milhões) |
| --- | ------------ | ----------------------------------------------- | ------------------- | ------------------------------------------------------- | ----------------------- | ------------------- |
| 10 | 1            | "Raindrops Keep Falling on My Head"             | Peter Horton        | Stacy McKee                                             | 25 de setembro de 2005  | 18.98               |
| Joe, o barman, entra em colapso no bar e se vê na necessidade de uma cirurgia de alto custo que não tem como ele pagar. Para o desconforto de Meredith, Addison a solicita como interna do dia. Ainda se recuperando da cirurgia, o Dr. Webber pede a George para ser seus "olhos e ouvidos", mas George acha difícil transmitir qualquer informação. Cristina diz a Meredith que está grávida sem revelar o pai. Quando Burke interrompe seu relacionamento, ela decide não contar a ele também. O vínculo pessoal de Izzie e Alex se aproxima, mostrando um lado mais emocional de si mesmo. |              |                                                 |                     |                                                         |                         |                     |
| 11 | 2            | "Enough Is Enough"                              | Peter Horton        | James D. Parriott                                       | 2 de outubro de 2005    | 17.57               |
| Adele corta suas férias para vir e cuidar do Dr. Webber, que ainda está se recuperando de uma cirurgia. Cristina e Meredith expressam uma grande dose de amargura em relação às suas últimas chamas doutorais. Depois de ter trabalhado com a enfermeira Olivia o dia todo, George admite que gosta de outra pessoa. Cristina, Alex e Izzie tratam as vítimas de um acidente de carro em que o pai precisa de um transplante de fígado, mas seu filho não quer doar por causa da maneira como seu pai maltrata sua mãe. Meredith e Bailey tratam de um homem que engoliu as cabeças de dez bonecas da Judy. George consulta Derek quando ele acredita que um doador de órgãos ainda está vivo. |              |                                                 |                     |                                                         |                         |                     |
| 12 | 3            | "Make Me Lose Control"                          | Adam Davidson       | Krista Vernoff                                          | 9 de outubro de 2005    | 18.12               |
| Ellis Grey é levada para o hospital para possível diverticulite, e sua condição de Alzheimer se torna conhecida de todos. George é atribuído ao seu caso, mas ela se recusa a deixá-lo tratá-la, acreditando que ele é seu ex-marido Thatcher Grey. Alex e Meredith tratam um paciente jovem com uma condição extrema de rubor. Izzie defende sua amizade florescente com Alex para os outros. Addison e Izzie tentam salvar a vida de um bebê prematuro que foi abandonado. Para o choque de Burke, Cristina colapsa no O.R. e Addison tem que remover seu tubo de Falópio, fazendo com que seu bebê seja abortado e Burke para descobrir que ela estava grávida. Meredith diz a Derek que odiá-lo é cansativo e que ela não quer mais fazer isso. |              |                                                 |                     |                                                         |                         |                     |
| 13 | 4            | "Deny, Deny, Deny"                              | Wendey Stanzler     | Zoanne Clack                                            | 16 de outubro de 2005   | 18.28               |
| Cristina ainda está se recuperando de sua cirurgia enquanto recebe a visita de sua mãe. Não querendo descansar na cama, ela não diagnostica o paciente de Burke e Izzie com síndrome de Münchhausen. Ansiosa para parecer bem, Cristina se recusou a chorar o dia todo, mas no final, ela se desfaz. Addison dá a Derek os papéis do divórcio para assinar, mas ele não consegue se decidir. Alex pergunta a Izzie em um encontro, mas antes do encontro, ele descobre que ele falhou em um de seus exames médicos e terá que refazê-lo e passar ou desistir da cirurgia. Alex e Derek tratam de um homem que afirma ter se dado um tiro na cabeça. Bailey trata uma paciente com fibrose cística que é muito importante para ela e é sua paciente desde que ela era interna. Ellis ainda está no hospital e acredita que ela está lá trabalhando. George foi designado para assisti-la, mas ele continua perdendo ela. |              |                                                 |                     |                                                         |                         |                     |
| 14 | 5            | "Bring the Pain"                                | Mark Tinker         | Shonda Rhimes                                           | 23 de outubro de 2005   | 18.00               |
| Meredith e Derek têm que usar mais do que remédios quando o pai religioso e tradicionalista de uma mulher jovem proíbe que ela tenha uma operação salva-vidas a menos que um xamã seja chamado para "recuperar suas almas". George e Alex estão presos em um elevador com um paciente em estado crítico depois de um tiro no coração. Burke diz que eles devem realizar a cirurgia no elevador porque não há tempo suficiente para tentar chegar ao centro cirúrgico. Burke entrega o bisturi a Alex através da porta do elevador, mas Alex congela. George dá um passo à frente e consegue que o paciente fique em condição estável e a equipe de resgate os retira. Izzie trata uma velhinha que aparentemente tem um ataque cardíaco no mesmo dia todos os anos, enquanto Cristina trata um homem que tem que assistir pornografia para lidar com sua dor, e tem que chegar a uma maneira diferente de administrá-la quando a energia for cortada. Derek luta com sua decisão de tentar consertar seu casamento com Addison ou divorciar-se dela e começar uma nova vida com Meredith. Depois de tentar ser legal, Meredith desmorona e pede para Derek escolhê-la. Ellis é dispensado do hospital. |              |                                                 |                     |                                                         |                         |                     |
| 15 | 6            | "Into You Like a Train"                         | Jeff Melman         | Krista Vernoff                                          | 30 de outubro de 2005   | 16.67               |
| Meredith aguarda nervosamente uma decisão final de Derek no bar do Joe, mas seu medo é interrompido quando um acidente de trem leva vários pacientes gravemente feridos para o hospital e os internos são chamados de volta ao trabalho. Dois pacientes ficaram gravemente feridos no acidente de trem e ambos foram empalados por um longo mastro e estão presos juntos face a face. Os médicos precisam tomar uma decisão difícil porque percebem que apenas um paciente pode sobreviver à cirurgia. Meredith percebe que Derek escolheu Addison, e ela é esmagada. Alex não percebe que a amiga de seu paciente está sangrando internamente e ela eventualmente morre de seus ferimentos. Cristina trabalha em um pé que foi cortado de um paciente, no entanto, as coisas ficam complicadas quando ela e Webber percebem que não pertence a quem eles achavam que era. Addison e Izzie trabalham com duas mulheres grávidas que são melhores amigas. Addison vê um grande potencial em Izzie, que deve decidir se sua lealdade como amiga de Meredith supera o ganho profissional. Derek limpa Webber para cirurgia.                                                                               |              |                                                 |                     |                                                         |                         |                     |
| 16 | 7            | "Something to Talk About"                       | Adam Davidson       | Stacy McKee                                             | 6 de novembro de 2005   | 18.13               |
| Cristina, Izzie e Meredith perseguem agressivamente o caso de Shane, um paciente do sexo masculino que parece ter uma gravidez histérica, o que fascina toda a equipe médica. Meredith fica com raiva porque todos no hospital estão tratando o paciente como um espetáculo à parte e invadindo sua privacidade. Ela se relaciona com ele porque toda a equipe do hospital parece estar fofocando sobre ela e Derek. Um paciente jovem protegido inspira Alex a expressar melhor seus sentimentos por Izzie. Alex a encontra no Joe e a leva a um beijo dramático que tira as meias dela. George e Burke tratam uma paciente com extensa cicatriz em volta do coração, que está constantemente reclamando com o marido. Burke e Cristina discutem se devem divulgar seu relacionamento, enquanto Addison e Derek encontram obstáculos quando tentam reconstruir os seus. |              |                                                 |                     |                                                         |                         |                     |
| 17 | 8            | "Let It Be"                                     | Lesli Linka Glatter | Mimi Schmir                                             | 13 de novembro de 2005  | 19.74               |
| A relação profissional de Derek e Addison Shepherd é desafiada quando seus amigos de Manhattan vêm ao Seattle Grace em busca de uma operação radical e preventiva para evitar câncer de mama e de ovário. Enquanto isso, George não consegue entender por que um paciente que caiu em cinco andares não parece feliz por ter sobrevivido, e um senhor idoso toma uma decisão difícil ao saber que sua esposa tem apenas alguns meses de vida. Cristina e Burke tentam ter um encontro "normal", mas o evento muda depois que alguém desmaia no restaurante. Dr. Webber está decepcionado com a decisão de companheirismo de Bailey - até que ele descobre sua razão: que ela está grávida. |              |                                                 |                     |                                                         |                         |                     |
| 18 | 9            | "Thanks for the Memories"                       | Michael Dinner      | Shonda Rhimes                                           | 20 de novembro de 2005  | 20.33               |
| O feriado de Ação de Graças é mais difícil para os internos e residentes do que qualquer um deles está disposto a admitir, já que Izzie planeja um grande jantar. George resiste à tradição familiar de caçar perus com seu pai e irmãos. Tendo se esconder no hospital em vez de ajudar Izzie, Meredith trata um paciente que está em estado vegetativo há 16 anos. Addison pede a Derek que faça sexo com ela novamente, mas ele a apoia para ajudar a paciente de Meredith. Burke ajuda Izzie a preparar a refeição do Dia de Ação de Graças. Assim que Izzie está prestes a desistir de qualquer um que apareça para o jantar, George e Cristina voltam, enquanto Meredith comemora com uma noite no bar de Joe. |              |                                                 |                     |                                                         |                         |                     |
| 19 | 10           | "Much too Much"                                 | Wendey Stanzler     | Gabrielle Stanton & Harry Werksman, Jr.                 | 27 de novembro de 2005  | 19.59               |
| Meredith está mudada quando sua noite acaba, aparecendo no hospital sofrendo de priapismo e precisando de atenção médica. Izzie, Addison e Derek são designados para um caso em que uma mulher que leva quíntuplos é dominada por vários problemas médicos enquanto ela navega em sua gravidez de alto risco. As deficiências de Alex frustram Izzie, especialmente quando ela pega Alex e Olivia fazendo sexo. Por outro lado, Alex novamente mostra sua incompetência em tratar um de seus pacientes administrando a dosagem errada. Cristina relutantemente mostra a Burke onde ela mora. |              |                                                 |                     |                                                         |                         |                     |
| 20 | 11           | "Owner of a Lonely Heart"                       | Daniel Minahan      | Mark Wilding                                            | 4 de dezembro de 2005   | 20.59               |
| Cristina tem pouca simpatia por Constance Ferguson, uma presidiária que coloca em risco sua saúde apenas para sair do confinamento solitário. Todos os internos mantêm vigilância cuidadosa sobre a família de quíntuplos prematuros com uma variedade de sérios desafios de saúde. Derek e Addison discutem sobre seus arranjos de vida. George trata um homem usando sanguessugas, enquanto Alex continua a tratar o paciente que ele acidentalmente colocou em coma. Addison decide ensinar a Izzie uma lição muito dolorosa que ela também recebeu do chefe, querendo que Izzie soubesse as consequências de ser muito apegada a seus pacientes. Izzie argumenta com Meredith depois de vê-la ajudar Alex, e para consertar a amizade deles, eles compram um cachorro juntos. |              |                                                 |                     |                                                         |                         |                     |
| 21 | 12           | "Grandma Got Run Over by a Reindeer"            | Peter Horton        | Krista Vernoff                                          | 11 de dezembro de 2005  | 15.70               |
| Um menino precisa de um transplante de coração, mas não parece querer, e uma discussão sobre seu tratamento expõe grandes diferenças filosóficas entre Burke e Cristina. Enquanto isso, quando os internos se juntam para ajudar Alex a se preparar para fazer o exame, Izzie se sente traída e Meredith tem que lembrá-la do verdadeiro espírito do feriado de Natal. George tem que lidar com a família de uma mulher cuja cirurgia para úlceras sangrantes continua sendo adiada para cirurgias mais importantes, para seu desprezo, enquanto Bailey tem que realizar várias cirurgias quando Webber é forçado a deixá-la sozinha. Derek realiza uma cirurgia cerebral no patriarca de uma família judaico-cristã mista que discute celebrar Chrismukkah, mas não está em clima festivo, apesar da reconciliação com sua esposa. |              |                                                 |                     |                                                         |                         |                     |
| 22 | 13           | "Begin the Begin"                               | Jessica Yu          | Kip Koenig                                              | 15 de janeiro de 2006   | 18.97               |
| Dr. Webber aplica uma regra máxima de 80 horas por semana para os internos. Derek quer matricular Ellis em um tratamento experimental para a doença de Alzheimer, mas Meredith não quer sua ajuda e Derek precisa do Dr. Webber para intervir. Alex trata um escritor que comeu todo o seu romance. Izzie parece estar superando Alex quando ela compartilha uma química inegável com Denny Duquette, uma paciente que aguarda um transplante de coração. Bailey vai recuperar o coração de Denny, levando Cristina. Enquanto isso, George e Addison tratam Bex, uma jovem adolescente que é intersexual. |              |                                                 |                     |                                                         |                         |                     |
| 23 | 14           | "Tell Me Sweet Little Lies"                     | Adam Davidson       | Tony Phelan & Joan Rater                                | 22 de janeiro de 2006   | 21.04               |
| A verdade é escassa quando Meredith e Cristina mentem umas para as outras sobre o estado de seus relacionamentos. Derek e Cristina tratam um guitarrista que perdeu três dos seus dedos, mas ela está zangada com Derek desde que ele tem Meredith chamando-o de McDreamy novamente. Meredith e Burke tratam uma mulher recém-casada com problemas cardíacos persistentes, cuja felicidade acaba sendo um sintoma. Cristina meio que se muda com Burke, mas ela ainda tem seu apartamento. George ameaça sair do cão de Meredith e, no final, Meredith relutantemente o entrega a Derek e Addison. George recebe a tarefa desagradável de dispensar uma paciente idosa que se recusa a deixar o hospital apesar de não estar mais doente. Bailey, Alex e Izzie tratam um comedor competitivo que é presenteado com uma lágrima no revestimento do esôfago. Alex está tão nervoso com os resultados de seu exame que ele finalmente pede a Izzie para abri-los para ele. Bailey é colocada em licença de maternidade. |              |                                                 |                     |                                                         |                         |                     |
| 24 | 15           | "Break on Through"                              | David Paymer        | Zoanne Clack                                            | 29 de janeiro de 2006   | 18.44               |
| Em meio a uma greve das enfermeiras, Meredith revive um paciente idoso sem saber que não deveria. Enquanto a paciente morre com suas amigas ao seu lado, Meredith percebe que não quer que sua mãe morra sozinha, e permite que o chefe continue a visitá-la, algo com que ela inicialmente estava chateada. George acaba no lado das enfermeiras. Izzie trata uma adolescente grávida com quem ela tem muito em comum, e sua interferência perturba a mãe do paciente, Izzie também revela ao paciente que ela tem uma filha. Cristina está irritada com o novo residente, Sydney, e pede a intervenção de Burke quando Sydney tenta um procedimento arriscado para salvar a perna infectada de uma mulher da amputação. |              |                                                 |                     |                                                         |                         |                     |
| 25 | 16           | "It's the End of the World"                     | Peter Horton        | Shonda Rhimes                                           | 5 de fevereiro de 2006  | 37.88               |
| Meredith tem um pressentimento e George e Izzie têm que chamar Cristina para tirá-la da cama. Um paramédico traz um homem com munição viva no peito; a mão do paramédico é a única coisa que impede uma explosão. Bailey entra em trabalho de parto e Derek e Cristina fazem uma cirurgia no marido de Bailey, que bateu o carro quando estava a caminho. Izzie inicia as coisas com Alex. Quando o anestesiologista deixa o paramédico sozinho, ela entra em pânico e tira a mão do paciente - mas Meredith toma seu lugar. |              |                                                 |                     |                                                         |                         |                     |
| 26 | 17           | "As We Know It"                                 | Peter Horton        | Shonda Rhimes                                           | 12 de fevereiro de 2006 | 25.42               |
| Sem o marido ao seu lado, Bailey se recusa a ter o bebê e George trabalha com Addison para convencê-la. George também trata do paramédico que fugiu depois de encontrá-la escondida em uma escada. O estresse do Dr. Webber provoca um ataque de ansiedade que leva Adele ao hospital. Meredith remove o explosivo do paciente, mas ele explode e mata Dylan, o chefe do esquadrão antibombas. Burke e Derek superam sua rivalidade inicial e se chamam pelo primeiro nome. Cristina diz "Eu também te amo" para um Burke dormindo. Derek vem visitar Meredith depois que ela quase morre e Meredith diz a ele que ela não consegue se lembrar do último beijo. |              |                                                 |                     |                                                         |                         |                     |
| 27 | 18           | "Yesterday"                                     | Rob Corn            | História por : Mimi Schmir Roteiro por : Krista Vernoff | 19 de fevereiro de 2006 | 24.36               |
| O Dr. Mark Sloan chega em Seattle para tentar convencer Addison a continuar seu relacionamento, e é recebido com um soco de Derek quando Mark se apresenta a Meredith. O Dr. Webber permite que Sloan ajude Derek em uma cirurgia arriscada para consertar um paciente adolescente com tumores na face. Burke descobre que Cristina ainda aluga seu apartamento. Izzie trata um paciente com orgasmos espontâneos. Meredith trata um homem que acredita que ele vai morrer, então ele tem o registro dela dizendo coisas odiosas para todos que ele conhece. Mais tarde, Meredith vai ver seu pai pela primeira vez em vinte anos e fica insatisfeito com suas respostas sobre o passado. George finalmente diz a Meredith como ele se sente sobre ela. |              |                                                 |                     |                                                         |                         |                     |
| 28 | 19           | "What Have I Done to Deserve This?"             | Wendey Stanzler     | Stacy McKee                                             | 26 de fevereiro de 2006 | 24.76               |
| Após o encontro sexual, Meredith e George evitam um ao outro no trabalho, e George acaba caindo em uma escada e deslocando seu ombro. O paciente cardíaco Denny é readmitido e se aproxima de Izzie, fazendo com que Alex fique com ciúmes. Meredith, Derek e Alex tratam uma criança com um ferimento na cabeça. Burke, Cristina e George tratam um homem prestes a se casar que tem um aneurisma aórtico. A licença de maternidade de Bailey é interrompida quando Addison secretamente pede a ela para ajudar a tratar sua reação alérgica a carvalho venenoso. George se muda com Burke e Cristina e chama a atenção da residente Dra. Callie Torres. |              |                                                 |                     |                                                         |                         |                     |
| 29 | 20           | "Band-Aid Covers the Bullet Hole"               | Julie Anne Robinson | Gabrielle Stanton & Harry Werksman, Jr.                 | 12 de março de 2006     | 22.51               |
| Depois que a Dra. Bailey é chamada para a cirurgia, Cristina é forçada a cuidar do bebê Tucker pelo resto do dia. Enquanto isso, George e Meredith ainda estão em evidência, enquanto ela confia em Derek seu problema. Meredith trata uma mulher com um garfo preso em seu pescoço. Izzie continua a aquecer Denny, que está tendo problemas para respirar. George e Callie promovem seus flertes com um paciente adolescente que decide cortar o próprio dedo depois que Callie se recusa a fazer isso por ele. Addison trata uma mulher grávida, cujo marido continua batendo nela. Burke mostra uma preferência por morar com George por causa de Cristina, e Addison recebe a tão esperada confissão de Derek que mostra alguma esperança para o casamento deles, afinal de contas. |              |                                                 |                     |                                                         |                         |                     |
| 30 | 21           | "Superstition"                                  | Tricia Brock        | James D. Parriott                                       | 19 de março de 2006     | 21.13               |
| Quando uma série de mortes ocorre no Seattle Grace, os estranhos eventos ressaltam os lados supersticiosos dos médicos. Quatro mortes pela manhã implicam que mais três mortes são devidas durante o dia. Isso deixa Izzie nervosa com a cirurgia de Denny, e Alex, ciumento, informa Denny da probabilidade de sua morte, levando Izzie a terminar completamente o relacionamento. Meredith e Bailey tratam uma mulher que afirma ter sido atingida por um raio, mas a paciente continua mentindo sobre a verdadeira causa do ferimento. Cristina trata um paciente em um acidente de carro que tem TOC. Enquanto isso, Derek e Addison discutem um arranjo de vida mais permanente, e o Dr. Webber trata um ex-patrocinador de seu grupo de Alcoólicos Anônimos. George é encarregado de roubar uma das tampas de Burke de Cristina. Izzie beija Denny depois que ele sobrevive a cirurgia. |              |                                                 |                     |                                                         |                         |                     |
| 31 | 22           | "The Name of the Game"                          | Seith Mann          | Blythe Robe                                             | 2 de abril de 2006      | 22.35               |
| Bailey se preocupa que o Dr. Webber esteja acompanhando a mamãe e se torne o interno de Derek pelo dia. George começa um relacionamento com Callie e a encontra morando no hospital. Meredith faz tricô e um voto de celibato. Cristina compete com Webber durante os exercícios em sala de aula. Burke tenta ensinar a Alex uma lição sobre o jeito de dormir. Izzie tenta fazer com que George volte para a casa. George descobre que a paciente dele e de Addison é a meia-irmã de Meredith. Meredith encontra o veterinário de Doc e gama com ele. |              |                                                 |                     |                                                         |                         |                     |
| 32 | 23           | "Blues for Sister Someone"                      | Jeff Melman         | Elizabeth Klaviter                                      | 30 de abril de 2006     | 20.76               |
| Izzie enrijece George sobre os detalhes pessoais de sua vida e, sob as instruções de Derek, tenta convencer um advogado de divórcio a fazer uma convulsão para que ele possa operá-la. Addison e Alex tratam uma mulher grávida que está esperando seu sétimo filho, e enfrentam uma decisão difícil quando a mulher pede que seus tubos sejam amarrados para que ela não diga a seu marido muito religioso que ela não quer ter nenhum filho. Burke realiza uma cirurgia em seu herói musical, que quer um marca-passo removido, pois arruinou sua habilidade de tocar violino. Meredith descobre de Denny que a vida é curta demais para seguir as regras, e decide abandonar seu tricô e aceitar um encontro com o veterinário de Doc. George volta a morar com Izzie e Meredith. Derek finalmente concorda em fazer sexo quente com Addison. |              |                                                 |                     |                                                         |                         |                     |
| 33 | 24           | "Damage Case"                                   | Tony Goldwyn        | Mimi Schmir                                             | 7 de maio de 2006       | 21.99               |
| Uma família está envolvida em um acidente de carro causado por um interno cirúrgico de outro hospital. A jovem esposa grávida tem ferimentos graves e acaba morrendo, embora Alex realize uma cesariana para salvar o bebê. Derek está com raiva de Meredith depois que ele a vê no veterinário. Burke está com raiva de Cristina depois que ela adormeceu durante o sexo na noite anterior. George não defende Callie para seus colegas de quarto e Denny está ficando com raiva de ficar preso na cama sem fim à vista. |              |                                                 |                     |                                                         |                         |                     |
| 34 | 25           | "17 Seconds"                                    | Daniel Minahan      | Mark Wilding                                            | 14 de maio de 2006      | 22.60               |
| Primeira parte de um arco de três partes. Vítimas de tiros de um restaurante próximo a Seattle Grace e os médicos estão totalmente ocupados. Cristina tem um casal de noivos que está discutindo por trás dele durante o tiroteio, a paciente de Meredith e Callie pode perder a perna, e Derek e George têm uma menina grávida de 12 semanas. Sabendo que Derek está bravo com Meredith por namorar Finn, Addison grita com ele nos corredores, sem perceber que todos podem ouvir. Meredith pede a Callie conselhos sobre câncer ósseo em cães. Burke ainda está com raiva de Cristina e escolhe Alex para ir com ele para recuperar um coração para Denny. Quando Izzie descobre que Denny não está prestes a ter o coração, ela leva o assunto em suas próprias mãos. Callie professa seu amor a George, mas antes que ele possa responder, Izzie pede sua ajuda com Denny, e ele vai com ela. Enquanto Burke corre de volta ao SGH para impedir Izzie de fazer algo drástico, Burke e Denny acabam em situações críticas. |              |                                                 |                     |                                                         |                         |                     |
| 35 | 26           | "Deterioration of the Fight or Flight Response" | Rob Corn            | Tony Phelan & Joan Rater                                | 15 de maio de 2006      | 22.50               |
| Parte dois de um arco de história de três partes. Os internos ajudam Izzie a manter Denny vivo depois que ela cortou o fio do dispositivo de assistência ventricular esquerda (LVAD). Derek deve realizar uma cirurgia no ombro de Burke e correr o risco de causar danos irreparáveis aos nervos. Cristina congela durante a cirurgia de Burke. Webber descobre que o câncer de sua sobrinha voltou. Adele revela a Webber que ela sabia sobre seu caso com Ellis Grey. Alex luta pelo coração de Denny em Mercy West, eventualmente oferecendo ao Dr. Hahn a chance de esfregar a cirurgia quando Burke for baleado. Antes da cirurgia, Denny pede a Izzie que se case com ele. No entanto, depois que o coração foi inserido, ele não bate e volta, Burke ainda não consegue mover os dedos. |              |                                                 |                     |                                                         |                         |                     |
| 36 | 27           | "Losing My Religion"                            | Mark Tinker         | Shonda Rhimes                                           | 15 de maio de 2006      | 22.50               |
| Parte três de um arco de história de três partes. Os internos são levados para o consultório do Dr. Webber para interrogatório sobre a situação dos fios do LVAD. Nenhum deles revela a verdade, protegendo Izzie, mas Meredith confronta o Dr. Webber sobre seu caso com sua mãe. O Dr. Webber diz a todos que estão sem cirurgia, e eles devem dar um baile à sua sobrinha. Burke encontra um tremor na mão direita. Meredith e Derek tomam a decisão de colocar Doc para dormir. Izzie aceita a proposta de casamento de Denny. Durante o baile, Derek e Meredith se reúnem em uma sala de exames. Os internos encontram Izzie deitada na cama, agarrada a Denny, que morreu de um derrame. Izzie deixa o Seattle Grace e, ao sair, confessa ao Dr. Webber que cortou o fio do LVAD e que sai do programa. Meredith continua dividida sobre quem ela deveria seguir: Derek ou Finn. |              |                                                 |                     |                                                         |                         |                     |

## Lançamento em DVD
A segunda temporada foi oficialmente lançada em DVD na Região 1 em 12 de setembro de 2006, quase duas semanas antes da estreia da terceira temporada que foi ao ar em 21 de setembro de 2006. Sob o título Grey's Anatomy: The Complete Second Season – Uncut, o box set consiste de episódios com som surround Dolby Digital 5.1 e formato panorâmico. Ele também continha extras disponíveis apenas em DVD, incluindo episódios prolongados, entrevistas com elenco e membros da equipe, filmagens de bastidores e cenas não transmitidas dos episódios ao vivo. O mesmo conjunto foi lançado na Região 4 em 10 de janeiro de 2007, quatro meses após seu lançamento original nos Estados Unidos, enquanto sua primeira data de lançamento na Região 2 foi em 28 de maio de 2007, sendo disponibilizada primeiro no Reino Unido. O conjunto do Reino Unido continha os últimos vinte e dois episódios da temporada, devido aos cinco primeiros lançados no DVD da primeira temporada. A temporada não foi lançada em disco Blu-ray em nenhuma região.
| Grey's Anatomy: The Complete Second Season - Uncut |                        |                        | | | | | | |
| Capa do DVD                                        | Capa do DVD            | Capa do DVD            | Detalhes do conjunto | Detalhes do conjunto | Detalhes do conjunto | Características especiais | Características especiais | Características especiais |
|                                                    |                        |                        | - 27 episódios (4 estendidos) - 6 discos - Proporção 1.78:1 - Inglês (Dolby Digital 5.1 Surround) - Legendas: Inglês, Francês, Espanhol | - 27 episódios (4 estendidos) - 6 discos - Proporção 1.78:1 - Inglês (Dolby Digital 5.1 Surround) - Legendas: Inglês, Francês, Espanhol | - 27 episódios (4 estendidos) - 6 discos - Proporção 1.78:1 - Inglês (Dolby Digital 5.1 Surround) - Legendas: Inglês, Francês, Espanhol | - Quatro Episódios Prolongados – Expandidos e Sem Cortes - O Lado mais Suave da Dra. Bailey – Entrevista de Perto com Chandra Wilson - Os Médicos Estão em – Estrelas Respondem às Perguntas mais Importantes dos Fãs - Cenas Deletaas - Tour Exclusivo ao Set - Criando a "Névoa Rosa" – Anatomia de um Efeito Especial - Grey's Anatomy no Jimmy Kimmel Live! | - Quatro Episódios Prolongados – Expandidos e Sem Cortes - O Lado mais Suave da Dra. Bailey – Entrevista de Perto com Chandra Wilson - Os Médicos Estão em – Estrelas Respondem às Perguntas mais Importantes dos Fãs - Cenas Deletaas - Tour Exclusivo ao Set - Criando a "Névoa Rosa" – Anatomia de um Efeito Especial - Grey's Anatomy no Jimmy Kimmel Live! | - Quatro Episódios Prolongados – Expandidos e Sem Cortes - O Lado mais Suave da Dra. Bailey – Entrevista de Perto com Chandra Wilson - Os Médicos Estão em – Estrelas Respondem às Perguntas mais Importantes dos Fãs - Cenas Deletaas - Tour Exclusivo ao Set - Criando a "Névoa Rosa" – Anatomia de um Efeito Especial - Grey's Anatomy no Jimmy Kimmel Live! |
| Datas de lançamento                                |                        |                        | | | | | | |
| Região 1                                           | Região 1               | Região 1               | Região 2 | Região 2 | Região 2 | Região 4 | Região 4 | Região 4 |
| 12 se setembro de 2006                             | 12 se setembro de 2006 | 12 se setembro de 2006 | 28 de maio de 2007 | 28 de maio de 2007 | 28 de maio de 2007 | 10 de janeiro de 2007 | 10 de janeiro de 2007 | 10 de janeiro de 2007 |